# Kuusisaari (ö i Kymmenedalen, Kotka-Fredrikshamn, lat 60,52, long 27,08)
Kuusisaari är en ö i Finland. Den ligger i Finska viken och i kommunen Fredrikshamn i den ekonomiska regionen  Kotka-Fredrikshamn i landskapet Kymmenedalen, i den södra delen av landet. Ön ligger nära Kotka och omkring 120 kilometer öster om Helsingfors.
Öns area är 13,1 hektar och dess största längd är 0,6 kilometer i öst-västlig riktning.